# Susse Frères
La ditta francese Susse Frères ha prodotto una fotocamera dagherrotipica che è stata una delle prime due macchine fotografiche mai vendute al pubblico. La società era anche impegnata nel settore delle fonderie ed era proprietaria di una grande fonderia di Parigi.

## Storia

### Produzione di macchine fotografiche dagherrotipiche
Il 19 agosto 1839, François Arago svelò pubblicamente i dettagli precedentemente segreti del processo del dagherrotipo, il primo processo fotografico annunciato pubblicamente. Due mesi prima, il 22 giugno 1839, il suo inventore Louis Daguerre aveva firmato contratti con due produttori, Alphonse Giroux e Maison Susse Frères, Place de la Bourse 31, Parigi, per produrre le prime macchine fotografiche disponibili in commercio. Alle due società furono concessi i diritti esclusivi per realizzare e vendere la speciale camera oscura progettata da Daguerre, così come i vari elementi minori di equipaggiamento necessari per il processo. 

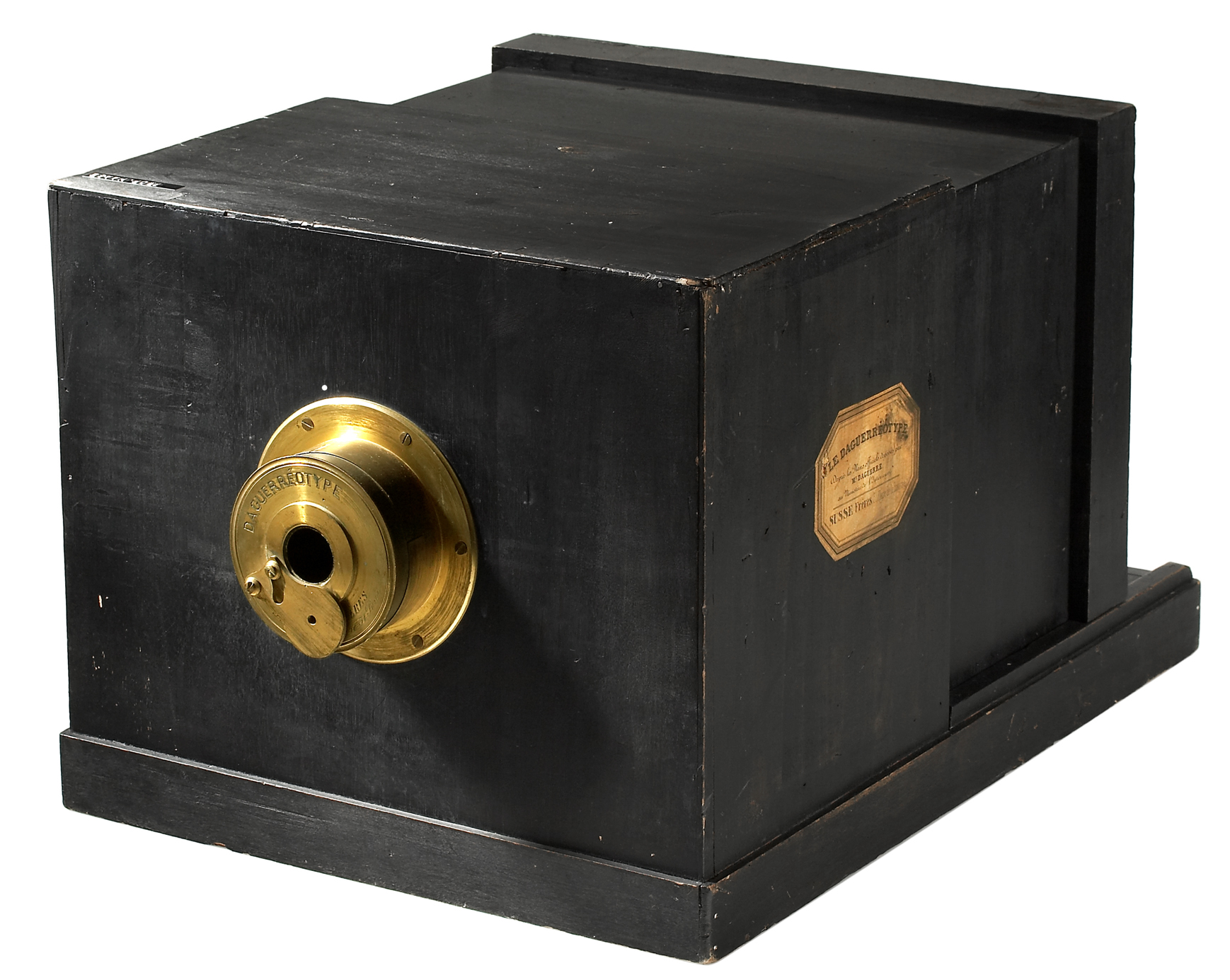
Macchina fotografica dagherrotipica costruita dalla Maison Susse Frères nel 1839, con obiettivo n. 3 di Charles Chevalier

L'unica nota fotocamera dagherrotipica "Susse Frères" sopravvissuta, realizzata nel 1839, è esposta nel museo della fotocamera permanente della casa d'aste WestLicht a Vienna, in Austria.
Secondo l'esperto Michael Auer, l'obiettivo della fotocamera è stato realizzato dall'ottico Charles Chevalier e la sua montatura in ottone è incisa a mano "No3" e "III", indicando che è solo il terzo obiettivo "Chevalier" realizzato per una fotocamera dagherrotipica. Nel diciannovesimo secolo, per i produttori era comune numerare in serie i loro obiettivi. La stessa lente di vetro è un doppietto acromatico da menisco di 81 mm di diametro, con superficie prevalentemente concava e una lunghezza focale di 382 mm. La parte anteriore del barilotto dell'obiettivo in ottone presenta un diaframma con un'apertura fissa del diametro di 27 mm, che conferisce all'obiettivo un'apertura effettiva di lavoro leggermente superiore a f/14. Attaccato al diaframma è un otturatore a snodo in ottone azionato manualmente, sufficiente per il suo scopo a causa delle lunghissime esposizioni richieste.
La fotocamera, costruita secondo le specifiche di Daguerre, fu progettata per realizzare dagherrotipi "piastra intera" da 8.5x6.5 pollici (216x167 mm) e ottimizzata per la fotografia di paesaggi. Non è stato affermato che la macchina fotografica o il processo di dagherrotipo stesso, nel suo attuale stato di sviluppo, fossero adatti alla ritrattistica.
Le macchine fotografiche realizzate dal produttore concorrente, Alphonse Giroux et Compagnie, erano quasi identiche. C'erano solo due differenze evidenti: il loro colore e le loro etichette. Le fotocamere Giroux furono realizzate in legno duro e avevano una finitura in legno naturale verniciato, mentre la fotocamera Susse Frères era realizzata in un legno più morbido e verniciata di nero. Le etichette sulle macchine fotografiche Giroux erano decorate e incorniciate in un ovale di ottone. Dichiaravano (in francese) che "nessun apparecchio è garantito se non reca la firma di Monsieur Daguerre e il sigillo di Monsieur Giroux". Presentavano un piccolo sigillo di cera rossa datato con l'anno e in realtà erano stati firmati a mano da Daguerre. La fotocamera Susse Frères aveva un'etichetta ottagonale più semplice che affermava solo che la fotocamera era stata realizzata "secondo i piani ufficiali depositati da Monsieur Daguerre presso il Ministero degli Interni".
Ogni obiettivo doveva essere realizzato a mano individualmente da esperti ottici e macchinisti e rappresentava la maggior parte del prezzo della fotocamera. La macchina fotografica Giroux fu venduta per 400 franchi, la versione più semplice di Susse Frères costava 350 franchi. Nessuna somma rappresentava un acquisto occasionale o era conveniente per il cittadino medio. Nel 1839, 350 franchi significavano una pila di monete d'argento, o una piccola pila di monete d'oro contenente un totale di oltre tre once troy di oro puro, o il più conveniente equivalente di carta riscattabile in oro. 

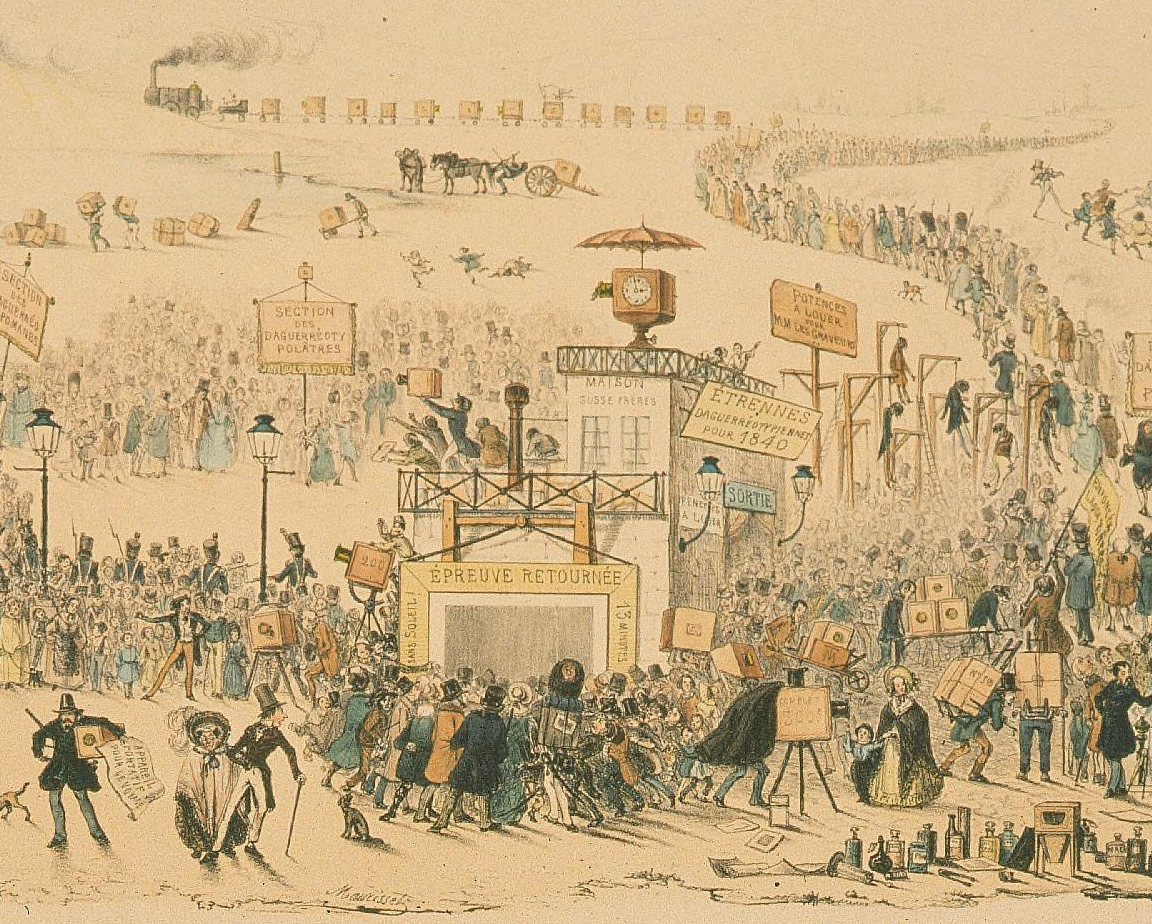
Parte di La Daguerréotypomanie, una litografia di Theodore Maurisset che satira gli effetti dell'introduzione commerciale dell'invenzione, 1839

Sebbene la litografia umoristica contemporanea di Théodore Maurisset, La Daguerréotypomanie, raffigura una moltitudine di clienti che assediano lo stabilimento Susse Frères e portano via macchine fotografiche a un ritmo prodigioso, e sebbene esistano almeno quindici delle macchine fotografiche realizzate da Giroux, non sono noti esempi della versione di Susse Frères fino a quando uno è venuto alla luce nel 2006. È stato trovato tra gli effetti di Günter Haase, precedentemente professore nel dipartimento di fotografia scientifica dell'Università di Francoforte. Haase lo aveva ricevuto in dono da un collega deceduto nel 1963. Fu venduto all'asta nel 2007 al prezzo finale di 580000 €.

### Fonderia di bronzo Susse Frères
La ditta Susse Frères era anche impegnata nel settore della fonderia e possedeva una grande fonderia a Parigi. La società è famosa per i suoi pregiati getti in bronzo con patine superbamente applicate. Dopo la morte di Pierre-Jules Mène nel 1879, la fonderia di Susse Frères acquisì i diritti per riprodurre i suoi modelli e produsse prove postume marcate "Susse foundeur éditeur, Paris".